# 北沢優子
北沢 優子(きたざわ ゆうこ)は、日本の絵本や詩集、児童書、教科書などの児童出版美術に携わるイラストレーター。
埼玉県出身。
跡見学園女子大学国文科を卒業、日本こども文化専門学院童画イラスト科に学び、日本児童出版美術家連盟に所属している。

## 代表作
- 『とべ! ひこうき かぜにのって』、アリス館、2009年9月29日、ISBN 9784752004523
- 『じっちゃ先生とふたつの花』(文・本田有明)、PHP研究所、2008年7月1日、ISBN 9784569687988
- 『ママといっしょの日々』(文・雪季そう)、碧天舎、2005年12月、ISBN 9784778902063
- 『たとえば僕が好きな歌』(文・八塚慎一郎)、愛育社、2002年7月1日、ISBN 9784750001326
- 『あかちゃんのわくわくにっき』、共同印刷 [1]